# Masacre de Cantaura
La masacre de Cantaura fue el resultado de una operación militar llevada a cabo el lunes 4 de octubre de 1982 por diferentes fuerzas de seguridad del gobierno de Luis Herrera Campíns contra un grupo de guerrilleros del Frente Guerrillero "Américo Silva" del partido Bandera Roja en las cercanías de la ciudad de Cantaura en el Estado Anzoátegui, Venezuela. En esta operación, considerada una masacre por los sectores de izquierda venezolana, fue bombardeado un campamento del Frente Guerrillero "Américo Silva" en armas, compuesto por cerca de 41 guerrilleros, de los que fallecieron 23. Dentro de ese grupo hubo sobrevivientes como Alejandro Velásquez Guerra, que más tarde narraría lo sucedido en el sitio.

## Historia
En los años 60 el Partido Comunista y una fracción de Acción Democrática se convierten en el Movimiento de Izquierda Revolucionaria (Venezuela) que seguían las ideas del castrismo, deciden irse a la guerra de guerrillas contra la democracia dirigidos por Domingo Alberto Rangel, Simón Sáez Mérida, Jorge Dáger, Moisés Moleiro, Américo Martín, Gabriel Puerta Aponte, en 1975 se divide en dos la Liga Socialista (Venezuela) y el grupo Bandera Roja (Venezuela). El BR reconstruyó el aparato militar y fundó el frente guerrillero "Américo Silva".
A principios de 1982, el Frente Guerrillero "Américo Silva" (FAS) se encontraba en una situación de euforia, después de obtener varias victorias militares, como la toma de San Antonio de Maturín, San Félix de Caicara, la Alcabala de Santa María de Ipire (diciembre de 1981). En esa época el Frente Américo Silva (FAS) imprimió a la lucha armada un carácter muy violento. Por ejemplo, en el enfrentamiento de Barbacoas, donde causó varias bajas al Ejército entre muertos y heridos y un agente de la DISIP que fue capturado y posteriormente liberado. La toma de los pueblos de Santa Inés y Bergantín daba muestra de la disposición de lucha de ese grupo.
A finales del mes de septiembre de 1982, la guerrilla se estableció en el campamento donde se produjo posteriormente el enfrentamiento, fue el mismo sitio utilizado años atrás (1977) como refugio de los fugados de la cárcel de La Pica. El gobierno de Luis Herrera Campíns ordena una operación conjunta para someter a los insurrectos en la cual participaron el Ejército Nacional de Venezuela, la Fuerza Aérea de Venezuela, la Guardia Nacional,  el Cuerpo Técnico de Policía Judicial (CTPJ), la Dirección de los Servicios de Inteligencia y Prevención (DISIP) y la Dirección General de Inteligencia Militar (DIM) (hoy conocida como Dirección General de Contrainteligencia Militar (DGCIM)), entre otros organismos de seguridad del estado venezolano
La acción comenzó a las 5:45 de la madrugada del lunes 4 de octubre de 1982. Las Fuerzas de Seguridad del Estado hicieron un clásico operativo de cerco en acción combinada por tierra y aire. Una vez ubicado el foco guerrillero colocan en los sitios estratégicos de los alrededores, emboscadas distribuidas en forma de semiluna, formando varios anillos, luego se inició el ataque con la fuerza área bombardeando con aviones Canberra y ametrallando con aviones de observación Bronco OV-10 de forma intensa, uno de los pilotos fue el teniente Roger Cordero Lara, quien más adelante sería ascendido a General y en 2016 fue diputado del PSUV. En este primer asalto, el FAS sufre seis heridos sin haber muerto ningún combatiente.
Durante dos días de combate la guerrilla cae en diez emboscadas, con un saldo de 23 muertos y varios heridos leves y queda fraccionada definitivamente en tres grupos, cada uno de los cuales trata de romper el cerco por vías distintas. El grupo que rompe primero el cerco es liderado por Alirio Quintero Paredes y otro grupo liderado por Alejandro Velásquez Guerra lo consigue más tarde y huyen del escenario.
Lograron escapar cerca de una veintena de guerrilleros, de los cuales muy pocos quisieron reconstituir el FAS posteriormente. Todo el grueso de la Comandancia del Frente había muerto en el enfrentamiento. Dentro de ese grupo hubo sobrevivientes como Alejandro Velásquez Guerra, quien más tarde narraría lo sucedido en el sitio. De acuerdo con sus declaraciones algunos de los capturados fueron asesinados a quemarropa, a las mujeres les mutilaron los senos, a otros los descuartizaron o fueron rematados por los organismos de seguridad del Estado Venezolano.

## Fallecidos Insurgentes en la Operación
Los mandos y combatientes muertos en Cantaura fueron: 
- Roberto Antonio Rincón Cabrera, (alias Sergio y El Catire, Primer Comandante del Frente);
- Enrique José Márquez Velásquez (alias Florencio, Segundo Comandante);
- Rosa Emperatriz Guzmán Cordero, (alias Sonia o Chepa, Tercer Comandante) primera mujer guerrillera del Oriente venezolano al comando del Frente Guerrillero Antonio José de Sucre, fundado por Américo Silva y otros legendarios pioneros de la guerrilla.
- Sor Fanny Alfonzo Salazar (alias Patricia y Pat, Miembro de la Comandancia);
- Carlos Jesús Arzola Hernández;
- José Miguez Nuñez, (alias Rivas y El Españolito);
- Mauricio Tejada, (alias Plaza)
- Carmen Rosa García, (alias Rosi);
- Ildemar Lorenzo Morillo;
- Carlos Alberto Sambrano Mira; (alias Jaime)
- María Luisa Estévez Arranz (alias Natasha);
- Antonio María Echegarreta Hernández;
- Beatriz del Carmen Jiménez, (alias Maira);
- Baudilio Valdemar Herrera Veracierta;
- Jorge Luis Becerra Navarro, (alias Gilberto);
- Eumennedis Ysoida Gutiérrez Rojas, (alias Heydy);
- Diego Alfredo Alfonso Carrasquel;
- Luis José Gómez;
- Eusebio Martel Daza (alias Domingo);
- Rubén Alfredo Castro Batista;
- Nelson Antonio Pacín Collaso; (alias Freddy)
- Julio César Farías Mejías
- José Isidro Zerpa Colina

## Bajas militares
- Capitán (Ej) Jesús Ávila Paolini
- Detective Antonio José Lira

Finalmente en mayo de 1994, después de un cambio en la realidad política de Venezuela la militancia del partido decide cambiar la estrategia y decide disolver el Frente Guerrillero y varias columnas de exguerrilleros bajaron de la montaña para en un acto simbólico entregar las armas y se pacifican. A partir de este momento, el Partido Bandera Roja (BR) acentúa su trabajo político en sus dos frentes legales, los cuales usaba para captar cuadros y militantes, eran estos la Unión de Jóvenes Revolucionarios (UJR), el Movimiento por la Democracia Popular (MDP) y el movimiento de educadores Simón Rodríguez (MESR).

## Exhumación de víctimas
Hasta el año 2011 fueron exhumados 18 cuerpos en las ciudades de Anaco, Barcelona, Caracas, Cumaná, La Guaira y Puerto Cabello, cuyas autopsias demostraron que en su mayoría las víctimas fueron torturadas y ajusticiadas, tal como lo aseveraron en su momento los familiares y sobrevivientes del hecho.
La Fiscal General de la República, Luisa Ortega Díaz, destacó que además de los documentos y expedientes de la época, se han tomado testimonios de familiares de los guerrilleros asesinados, quienes después de la masacre de Cantaura fueron objeto de persecuciones, torturas y allanamientos. En 2013 el Ministerio Público imputó al exdirector general de la Disip, Remberto Uzcátegui Bruzual y al exdirector de Inteligencia de la Disip, José Domínguez Yépez, por la presunta comisión del delito de concurso real en el homicidio calificado con alevosía y motivos innobles por las 23 víctimas fatales de la masacre de Cantaura y quebrantamiento de principios y pactos internacionales en materia de derechos humanos suscritos por el Estado venezolano.

## Monumento a los caídos
El gobernador del estado Anzoátegui, Tarek William Saab, inauguró el “Parque Memorial Mártires de Cantaura” en el sector Los Changurriales, Municipio Pedro María Freites, ubicado en la carretera nacional Cantaura-El Tigre donde develó una placa en homenaje a todos los caídos en la masacre.